# تفنگ نظافت فلزکاری

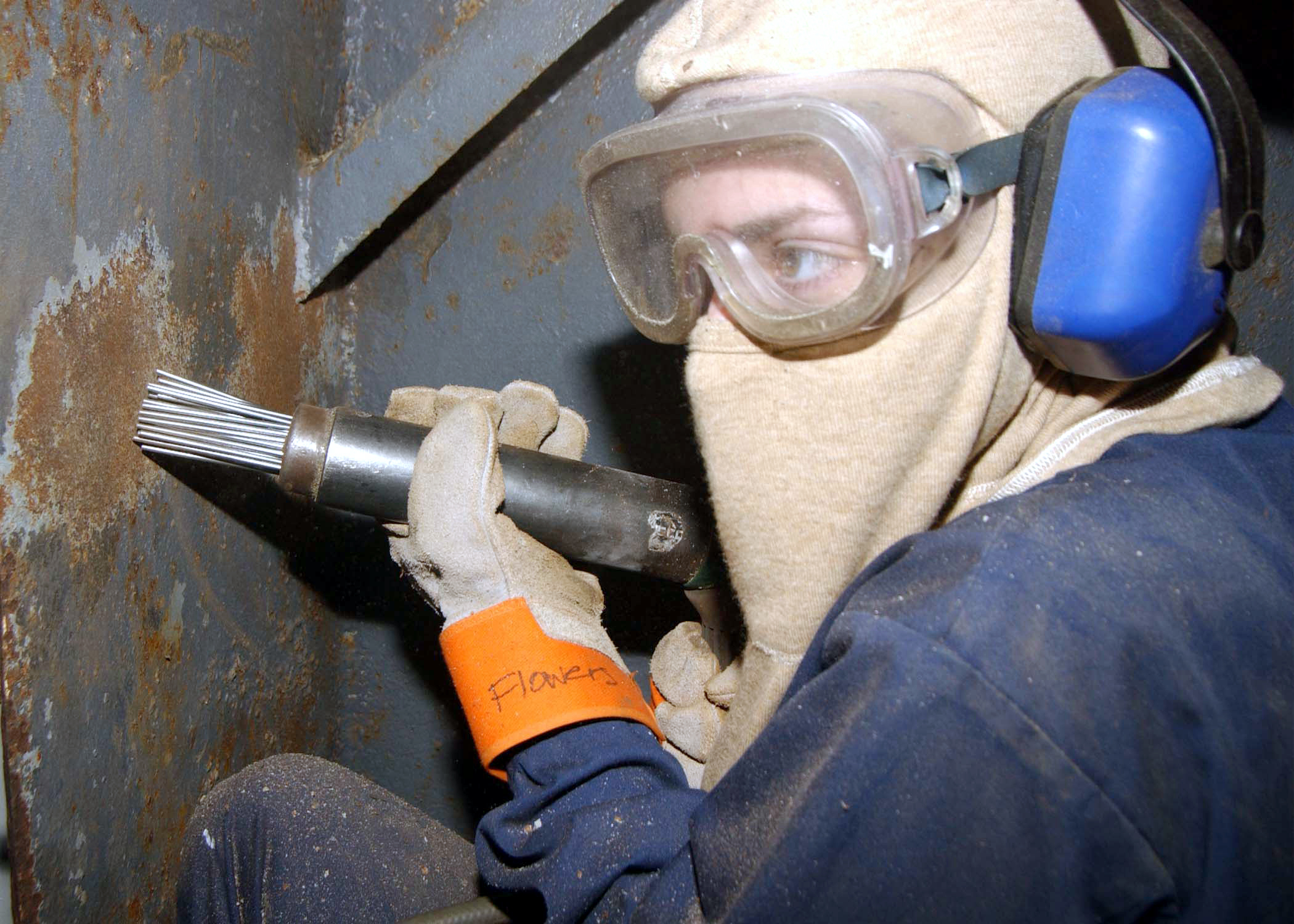
یک کارگر تمیزکننده فلز درحال استفاده از تفنگ نظافت فلزکاری

تفنگ نظافت فلزکاری دستگاهی است که به‌منظور تمیزکردن و زدودن تکه‌های فلزی یا زنگ‌زده مورد استفاده قرار می‌گیرد. نوک تفنگ از سوزن‌هایی تشکیل شده‌است.